# Phrissoma
Phrissoma is een kevergeslacht uit de familie van de boktorren (Cerambycidae). De wetenschappelijke naam van het geslacht werd voor het eerst geldig gepubliceerd in 1840 door Castelnau.

## Soorten
Phrissoma omvat de volgende soorten:
- Phrissoma crispum (Fabricius, 1776)
- Phrissoma reichei Thomson, 1865
- Phrissoma terrenum White, 1858
- Phrissoma terricolum Thomson, 1865